# Willem Hojel
Willem Christoph Hojel (Soerakarta (Nederlands-Indië), 4 juni 1831 - Den Helder, 10 februari 1886) was een internationaal befaamde Nederlands artilleriedeskundige. Hij was Kolonel der Artillerie en adjudant des Konings in buitengewone dienst.

## Persoonlijk leven
Willem Christoph Hojel wordt in 1831 geboren in Soerakarta als telg van een militair geslacht. Zijn vader Willem A. Hojel is majoor der artillerie in het Nederlandsch-Oost-indisch Leger en wordt in 1828 onderscheiden met de Militaire Willems-Orde voor zijn aandeel in de Celebes-expeditie (1825) en zijn broer, Johannes Hendrik, verwerft de Militaire Willems-Orde op Borneo. Het gezin Hojel reist de vader twee jaar vooruit en Willem Christoph komt al op zijn zesde naar Nederland. In 1863 huwt hij Anne jkvr. Bloys van Treslong (1839-1911). Ze krijgen twee kinderen, Willem August (1864-1929) en Jacoba Marie (1867-1942).

## Carrière
Van 1848 tot en met 1852 wordt hij opgeleid aan de toen nog jonge Koninklijke Militaire Academie, waar hij later kort instructeur zal worden en van 1869 tot 1877 zelfs Hoofd Artilleriewetenschappen. Hij legt in die hoedanigheid de basis voor het moderne militaire onderwijs. Om zijn ideeën een breder podium te verschaffen verwerft Hojel in 1874 het mede-eigendom van het toonaangevende tijdschrift De Militaire Spectator (nu het oudste nog verschijnende periodiek in Nederland) en wordt redacteur van dit blad.
In 1866 wordt Hojel vanwege zijn artilleriekennis als lid opgenomen in de Commissie van Proefneming, die in dat jaar wordt opgericht om de minister te adviseren over aan te schaffen materieel en daarnaast fungeert als onafhankelijke keuringsinstantie. Hojel maakt diverse buitenlandse handelsmissies, bekwaamt zich verder en volgt in 1877 Ernst Reuther op als voorzitter.
Van 1881 tot de dood van prins Alexander in 1884 is Hojel diens adjudant. Deze erebaan geeft hem, zeker omdat de ziekelijke en nerveuze Alexander aan het einde van zijn leven nauwelijks meer in de openbaarheid treedt, de gelegenheid zich verder te verdiepen en een aantal boeken te schrijven.
Na Alexanders dood neemt Hojel opnieuw dienst bij de Artillerie, eerst als commandant van het derde, en daarna tot zijn plotse overlijden in 1886 van het in 1880 gevormde vierde regiment Vestingartillerie, belast met de binnenwater- en kustverdediging.

## Rangen
Hojel sluit zijn opleiding af met de in zijn laatste jaar behaalde rang van Tweede luitenant en wordt geplaatst bij het tweede regiment Vestingartillerie in Naarden. Daar wordt hij al in 1854 bevorderd tot Eerste Luitenant. Exact tien jaar later, in 1864 volgt de kapiteinsrang na de benoeming tot prinselijk adjudant. Zijn eindrang is kolonel. Hojel ontvangt diverse binnen- en buitenlandse onderscheidingen.

## Enige werken
Naast bijdragen in de al genoemde De Militaire Spectator onder andere:
 Handleiding tot de algemeene artillerie-wetenschap, voor de cadetten van alle wapenen in vier kloeke delen (1879-1881)
Leven en de Werken van den Generaal-Majoor Dr. J.P. Delprat (met anderen) (1882)
Handleiding tot de kennis der artillerie  (met onder anderen August Seyffardt en Thomas Stieltjes)(uitgave in verschillende, steeds herziene delen in diverse jaren)

## Hojelkazerne
In 1934 werd de Utrechtse Vestingartilleriekazerne omgedoopt tot Hojelkazerne. De kazerne stond van 1888 tot de sloop in het kader van stadsvernieuwing in 1990 aan de Croeselaan, op de hoek van wat nu de Graadt van Roggenweg is. Naar de kazerne is vervolgens een bedrijfsverzamelgebouw, het Hojel City Center vernoemd.